# A Night At Salle Pleyel
Albums de Susanne Sundfør
The Brothel
(2010) The Silicone Veil
(2012)
A Night At Salle Pleyel est le quatrième album de l'artiste norvégienne Susanne Sundfør. 

## Conception et enregistrement
Œuvre commandée par le festival Oslo Jazz Festival à l'occasion de sa 25e édition, A Night At Salle Pleyel est une suite instrumentale de six mouvements écrite par Sundfør exclusivement pour des synthétiseurs Blofeld. La partition fut jouée en intégralité le 18 août 2011 au Sentrum Scene d'Oslo, et le résultat fut publié par EMI Norway le 14 novembre 2011. La pochette de l'album a été réalisée par le designer norvégien Magnus Voll Mathiassen (MVM).

## Liste des morceaux
| No | Titre      | Auteur          | Durée |
| -- | ---------- | --------------- | ----- |
| 1. | Movement 1 | Susanne Sundfør | 08:52 |
| 2. | Movement 2 | Susanne Sundfør | 07:23 |
| 3. | Movement 3 | Susanne Sundfør | 03:58 |
| 4. | Movement 4 | Susanne Sundfør | 13:29 |
| 5. | Movement 5 | Susanne Sundfør | 03:37 |
| 6. | Movement 6 | Susanne Sundfør | 09:39 |

## Musiciens ayant participé à l'enregistrement
En plus de Sundfør, quatre autres musiciens participèrent au concert pendant lequel l’œuvre (écrite pour cinq synthétiseurs) fut jouée: Ådne Meisfjord (120 Days), Øystein Moen (Jaga Jazzist, Puma), Morten Qvenild (Susanna & The Magical Orchestra, The National Bank) et Christian Wallumrød (Christian Wallumrød Ensemble, Close Erase).

## Autour de l'album
Contrairement à ce que son titre pourrait laisser supposer, A Night At Salle Pleyel n'a pas été joué dans la célèbre salle parisienne. Ce nom fait référence à la soirée passée par Sundfør à la salle Pleyel et au cours de laquelle elle aurait trouvé l'inspiration pour réaliser cette œuvre de commande.
Bien qu'il s'agisse techniquement du deuxième album live de Susanne Sundfør (le premier étant Take One), les réactions du public présent lors de la représentation de A Night At Salle Pleyel n'ont pas été enregistrées, conférant à l'ensemble un rendu studio.
Son travail sur la pochette de A Night At Salle Pleyel valut à Magnus Voll Mathiassen le prix Grafill Visuelt 2012, récompensant l'album norvégien doté du meilleur cover art.